# Gorla (Castel San Pietro)
Gorla è una frazione del comune svizzero di Castel San Pietro, nel Canton Ticino (distretto di Mendrisio). Vi sorge l'oratorio della Madonna di Caravaggio.